# John Christensen
John Hansen Christensen (Christchurch, 29 april 1948) is een voormalig hockeyer uit Nieuw-Zeeland.
Christensen nam driemaal deel aan de Olympische Spelen en behaalde in 1976 de gouden medaille.

## Erelijst
- 1968 – 7e Olympische Spelen in Mexico-stad
- 1972 – 9e Olympische Spelen in München
- 1973 - 7e Wereldkampioenschap in Amstelveen
- 1976 –  Olympische Spelen in Montreal